# Dušan Prokop
Dušan Prokop (* 28. srpna 1926 Frenštát pod Radhoštěm) je český estetik, hráč go, zakladatel Sdružení československých klubů a hráčů go a čestný předseda České asociace go.

## Životopis
Dušan Prokop po maturitě ve Vysokém Mýtě, zakončil studia na Filozofické fakultě Univerzity Karlovy doktorátem z filozofie v roce 1952. Od roku 1955 působil jako odborný asistent na katedře filosofie, od roku 1970 do 1993 působil na katedře estetiky. Docentem estetiky byl jmenován roku 1990. Estetiku a teorii umění přednášel i po odchodu do důchodu v roce 1992: na katedře estetiky, na katedře kulturologie FFUK (do roku 2011), souběžně učil estetiku i na Filmové fakultě AMU a Hudební fakultě AMU cca do poloviny roku 2006.
Na katedře filosofie se kromě filosofie začal zabývat problematikou umění a kultury. Jeho posledním zájmem se stal a je Máchův Máj. Publikoval studie a knihy z oboru filosofie, estetiky a kulturologie: Úvod do filosofie (1967), Úvod do estetiky (spolu s M. Jůzlem, 1989), Ke struktuře a funkcím společenského vědomí (1965), Problém estetična (1980), O pojmech kultury a umění (1981), Obecná uměnověda (1994), Kniha o Máchově Máji (2010), Kultura, estetično, umění (2014).
Přeložil mj. knihy Ideologie a utopie K. Mannheima (1991) a Estetická teorie T. W. Adorna (1997, 2. vyd. 2020).
Během studia se vyvíjel od umírněného českého pozitivismu, ale i tolstojovství až k marxismu. Od 2. poloviny 50. let do poloviny let 60. postupně přešel ve filozofii, estetice, teorii umění a kultury k eklektické osobní syntéze z americké sémiotiky a kulturní antropologie, fenomenologie a českého strukturalismu.
Jeho syn Marek Prokop se podílel na rozvoji SEO a webových technologií v České republice.

## Goistická kariéra
V 60. a 70. letech se věnoval aktivně šachu, jakožto hráč 1. ligy šachového klubu Slavia Komenský Pleš (zrušen 1969). S go se podrobněji seznámil v posledním týdnu 1968 na šachovém turnaji v Mikulově, kde se souběžně konal turnaj v dámě a go. Turnaje v go se účastnili Rohlena, Kočandrle, Sikorová a Holeček, taktéž hráči šachového klubu Slavia Komenský Pleš, spolu s 1 hráčem z Vídně a dalším účastníkem z Lublaně. Hra ho natolik nadchla, že v 1969 pořádal první turnaj v go, kde hrálo 5 hráčů.
V roce 1970 založil první klub go u v tehdejším Československu, kam docházeli hráči z Prahy a okolí – Říčany, Slaný. Tento klub zprvu fungoval při šachovém klubu ZK Tesla Karlín, později již jako samostatný klub tohoto závodního klubu.
V roce 1970 se hrál v Praze turnaj s účastí budějovického hráče, který vyhrál dr. Kočandrle (2. kjú). Díky přítomnosti hráče z Budějovic byl tento turnaj později označen jako mistrovství Čech, i když dle dostupných zdrojů je první mistrovství datováno od roku 1975.
Další pražské mezinárodní turnaje se již hrály v sále ZK Tesly Karlín. Účast postupně narostla o zahraniční hráče (západoněmecké, východoněmecké, rakouské, jugoslávské, francouzské a anglické). Přestože se jednalo o turnaje handicapové, s účastí často přes 100 hráčů, ovládl je po několikrát za sebou Matthew Macfadyen (mistr Evropy v go 1984).
Stál na počátku vzniku Sdružení československých klubů a hráčů go, který působil od roku 1975 do roku 1990 a jehož byl předsedou. Od roku 1990 je čestným předsedou České asociace go.
Dušan se aktivně zasloužil o propagaci go při pražském klubu (současný pokračovatel Pražský go klub Můstek). Umisťoval také informace, články či zprávy o go do tisku a časopisů, výjimečně i do rozhlasu a televize. V roce 1988 spolu s L. Alsterem připravili k vydání publikaci Šachy, dáma, go a dalších 22 her.